# Лю, Моника
Мо́ника Любина́йте (лит. Monika Liubinaitė; род. 9 февраля 1988, Клайпеда), больше известна как Моника Лю (лит. Monika Liu) — литовская певица и автор песен.
Представляла Литву с песней «Sentimentai» на конкурсе «Евровидение-2022» в Турине, Италия, где заняла 14 место.

## Биография
Родилась в Клайпеде в семье музыкантов, начала посещать уроки скрипки и балета в возрасте пяти лет. Она изучала джазовое пение в Клайпедском университете, а затем в Музыкальном колледже Беркли в Бостоне.
В 2004 году одержала победу на конкурсе молодых исполнителей «Dainų dainelė». После окончания учебы, она переехала в Лондон, где работала с продюсером Марио Басновым. В настоящее время живёт в Вильнюсе. После того как стала известной на родине, певица участвует во множестве фестивалей, конкурсов и сотрудничает в другими музыкантами. В 2020 году стала наставником в шоу «Lietuvos balsas» (литовская версия шоу «Голос»). В 2021 году стала детективом в музыкальных шоу «Маска» и «Я вижу твой голос».
В 2022 году с песней «Sentimentai» приняла участие в литовском национальном отборе на «Евровидение» — «Pabandom iš naujo!». После презентации песни во время полуфинала, который выиграла, получив высокий балл от жюри и телезрителей, дебютировала на вершине литовского синглового чарта, единственная из всех конкурсных песен. В финале 12 февраля снова получила максимальное количество баллов от жюри и телезрителей, получив право представлять страну на конкурсе.

## Дискография

### Альбомы
- I Am (2015)
- Lünatik (2019)
- Melodija[лит.] (2020)
- Kodėl Tu Čia (2023)

### Синглы
| Год                                             | Название                    | Высшая позиция | Aльбом      |
| Год                                             | Название                    | ЛИТ            | Aльбом      |
| ----------------------------------------------- | --------------------------- | -------------- | ----------- |
| 2015                                            | «Journey to the Moon»       | —              | I Am        |
| 2016                                            | «On My Own»                 | —              | без альбома |
| 2017                                            | «Hello»                     | —              | без альбома |
| 2019                                            | «Komm Zu Mir»               | —              | Lünatik     |
| 2019                                            | «I Got You»                 | —              | Lünatik     |
| 2019                                            | «Falafel»                   | —              | Lünatik     |
| 2019                                            | «Vaikinai trumpais šortais» | 31             | Melodija    |
| 2020                                            | «Troškimas»                 | —              | Melodija    |
| 2022                                            | «Sentimentai»               | 1              | без альбома |
| Символ «—» означает, что сингл не попал в чарт. |                             |                |             |

## Признание
| Премия   | Год  | Категория   | Номинант / Работа           | Результат | Ист.   |
| -------- | ---- | ----------- | --------------------------- | --------- | ------ |
| M.A.M.A. | 2015 | Артист года | Моника Лю                   | Номинация | [ 11 ] |
| M.A.M.A. | 2015 | Прорыв года | Моника Лю                   | Номинация | [ 11 ] |
| M.A.M.A. | 2020 | Артист года | Моника Лю                   | Номинация | [ 12 ] |
| M.A.M.A. | 2020 | Песня года  | «Vaikinai trumpais šortais» | Номинация | [ 12 ] |